# Convento de São Francisco (Alenquer)
O Convento de São Francisco de Alenquer, localizado na vila de Alenquer, foi um dos primeiros conventos da Ordem dos Frades Menores fundado em Portugal.
Atualmente, em parte das dependências conventuais funciona uma estrutura residencial para idosos promovida pela Santa Casa da Misericórdia de Alenquer.

## História

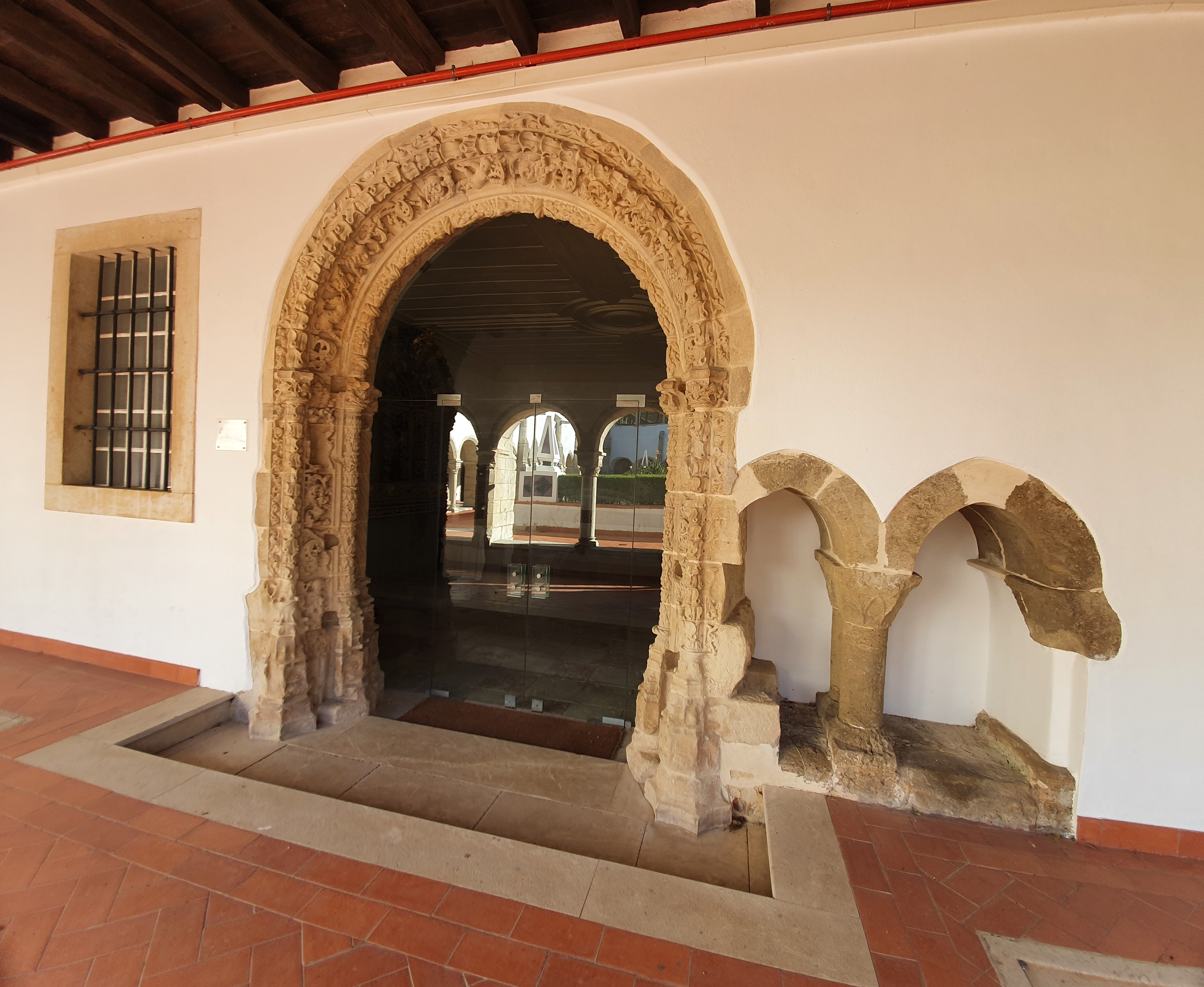
Portal manuelino do Convento de S. Francisco de Alenquer.

A fundação do Convento está associada à infanta D. Sancha (1189-1229), que em 1210 havia recebido a vila de Alenquer de seu pai, D. Sancho I, como presente. D. Sancha tinha um paço na vila que doou aos frades franciscanos por volta de 1222 para ali edificarem seu convento, que viria a ser o primeiro do país. Entre estes primeiros frades estava frei Zacarias, vindo da Itália a Portugal em 1217 como missionário da recém criada ordem franciscana.
O pequeno convento foi ampliado a partir de 1280, quando a rainha D. Beatriz de Castela, senhora de Alenquer, doou terras aos frades e financiou a construção de uma igreja conventual e uma Abadia. Estas obras estariam prontas em meados do século XIV e incluíam um claustro. 
Após o fim das obras, diversas assembleias regionais designadas por capítulos têm lugar no Convento de São Francisco em Alenquer, aumentando assim a importância do mesmo no contexto religioso nacional.
Neste Século e juntando-se a outros Conventos Portugueses, são leccionadas em São Francisco disciplinas tão díspares como Filosofia, Gramática ou Teologia. 
O mestre de Avis, Rei D. João I, vai residir neste Convento entre Novembro e Dezembro de 1384, aquando do cerco à vila que entretanto tinha sido tomada pelos Castelhanos.
O Rei Afonso V, vai a título pessoal e enquanto irmão da ordem Terceira de São Francisco conceder aos frades de pescar no Rio e de Cortarem lenha na sua mata particular situada em Ota.
O rei D.João II bem como a Rainha Dª Leonor encontram-se em Alenquer aquando do falecimento do infante , o príncipe D.Afonso, vítima de uma queda de cavalo em Santarém, no dia 13 de Julho de 1491.
Apenas por curiosidade, após a morte do príncipe, D. João II atribui este nome à ilha mais pequena do arquipélago de São Tomé e Príncipe.
Em 1557, Damião de Góis, filho ilustre de Alenquer, doou ao convento um relógio de sol feito com mármore de Gênova, que ainda pode ser visto no claustro.
Durante o curto reinado de D. Sebastião e sob o seu patrocínio, é entre os anos de 1576 e 1578, renovado o forro da Igreja.
No dia 22 de Junho de 1580, é aclamado em Alenquer, como legítimo Rei de Portugal, D. António, Prior do Crato, o qual é depois derrotado pelos Espanhóis na batalha de Alcântara, abrindo assim o início para 60 anos de ocupação Filipina.
Durante os Séculos XVI e XVIII, são levados a cabo no Convento, diversos capítulos, os quais acentuam a importância do mesmo no contexto religioso.
São edificadas no Convento as sepulturas de frei Zacarias e de dois irmãos em 11 de Abril de 1611.
O convento foi reformado várias vezes, ganhando nos inícios do século XVI alguns detalhes decorativos em estilo manuelino, como o portal da sala do capítulo e uma reforma no claustro, pagos por D. Manuel I. 
Vários capítulos da Ordem continuaram a ser realizados em Alenquer nos século XVI, XVII e XVIII, sinal da importância desta casa conventual na Idade Moderna.
O Terramoto de 1755 causou grandes estragos no convento, destruindo a igreja e outros edifícios mas poupando o claustro. A igreja foi rapidamente reconstruída, sobrevivendo do primitivo templo apenas a portada em estilo gótico.
A lei de 1834 extingue o convento, o qual fica abandonado durante muitos anos.
Entretanto a zona designado como Cerca é doada ao Município para servir de cemitério, sendo que na mesma altura a igreja passa a matriz da vila de Alenquer e as suas dependências conventuais, são cedidas para o Hospital da Santa Casa da Misericórdia, entidade que até hoje é proprietária do espaço.

## Portal Manuelino
O portal da sala capitular, voltado para o claustro, é um típico pórtico manuelino, de grande impacto visual. É aberto em arco de volta perfeita, e profusamente decorado. Embora a face voltada para a Casa do Capítulo esteja hoje tapada por uma parede fina, encostada ao muro original, é evidente que estaria à vista na origem. O arco é aliás decorado de forma contínua em ambas as faces e no intradorso. Está inteiramente coberto por temas tradicionais do Manuelino, como ramagens, troncos podados, vides, florões, glandes e folhagens de carvalho, animais e seres fantásticos, putti, e evocações da arte da cestaria.
O portal da sala do capítulo, em exuberante estilo manuelino, está classificado como Monumento Nacional desde 1910.